# Max Joseph Roemer
Max Joseph Roemer  (* 21. April 1792 in Haidhausen; † 1849) war ein bayrischer, deutscher Botaniker. Sein offizielles botanisches Autorenkürzel lautet „M.Roem.“

## Leben
Max Joseph Römer schloss 1809 das (heutige) Wilhelmsgymnasium München ab.  Anschließend absolvierte er am angeschlossenen Lyzeum sein Grundstudium (= Philosophie) und wechselte 1811 zum Jurastudium an die Universität Landshut.
Hauptberuflich war er königlicher Landrichter in Aub und lebte später als Privatgelehrter in Würzburg.
Er führte die Gattung Pyracantha (Feuerdorn) ein.

## Schriften
- Geographie und Geschichte der Pflanzen, München 1841.
- Familiarum naturalium regni vetabilis synopses monographicae, Weimar, ab 1846 (Monographienreihe, von der nur vier Bände veröffentlicht wurden), Band 1 (Hesperides), Archive.